# دومينغو فرنانديز
دومينغو فرنانديز (بالإسبانية: Aníbal Fernández)‏ هو اقتصادي ومحامي وسياسي أرجنتيني، ولد في 9 يناير 1957 في كويلمس في الأرجنتين. حزبياً، نشط في Front for Victory ‏. وقد انتخب وزارة الداخلية وانتخب وزارة العدل وانتخب Chief of the Cabinet of Ministers ‏.